# Warrior (serie televisiva)
Warrior è una serie televisiva statunitense creata da Jonathan Tropper e Justin Lin. La serie è basata sull'idea originale di Bruce Lee. Ha debuttato il 5 aprile 2019 su Cinemax.
In Italia, la serie è andata in onda dal 15 luglio 2019 al 1º marzo 2024 su Sky Atlantic. In chiaro, è trasmessa su Rai 4 dal 23 ottobre 2020.

## Trama
Durante le guerre tong alla fine del 1870 a San Francisco, Ah Sahm, un prodigio del kung fu, emigrato in California dalla Cina in cerca di sua sorella, viene venduto a una delle più potenti tong di Chinatown.

## Episodi
| Stagione         | Episodi | Prima TV USA | Prima TV Italia |
| ---------------- | ------- | ------------ | --------------- |
| Prima stagione   | 10      | 2019         | 2019            |
| Seconda stagione | 10      | 2020         | 2021            |
| Terza stagione   | 10      | 2023         | 2024            |

## Personaggi e interpreti

### Principali
- Ah Sahm (stagioni 1-3), interpretato da Andrew Koji, doppiato da Flavio Aquilone.
Esperto cinese di arti marziali di origine parzialmente europea dal nonno americano bianco. Si reca a San Francisco per trovare la sorella scomparsa e finisce per essere coinvolto nelle guerre di gang della città,  sia nei contrasti interni tra le Tong Hop Wei e Long Zii, sia con le gang irlandesi, entrando in lotta con il boss Dylan Leary.
- Ah Toy (stagioni 1-3), interpretata da Olivia Cheng, doppiata da Francesca Fiorentini.
Maîtresse bisessuale che dirige un bordello a Chinatown. È esperta nel brandire un dao. Si interessa di Ah Sahm a causa delle sue connessioni con Mai Ling.
- Young Jun (stagioni 1-3), interpretato da Jason Tobin, doppiato da David Chevalier.
Figlio di padre Jun ed erede di Hop Wei. Diventa amico di Ah Sahm. È abile nell'uso di coltelli da lancio.
- Mai Ling (stagioni 1-3), interpretata da Dianne Doan, doppiata da Lucrezia Marricchi.
Sorella di Ah Sahm e moglie di Long Zii, capo del clan Long Zii Tong. Giunta negli Stati Uniti dalla Cina per fuggire dal marito violento Sun Yang, che l'ha costretta a sposarlo per impedirgli di uccidere suo fratello. Come moglie di Long Zii, è di fatto la seconda al comando della banda di Long Zii.
- "Big" Bill O'Hara (stagioni 1-3), interpretato da Kieran Bew, doppiato da Massimo Bitossi.
Ufficiale di polizia irlandese promosso a capo della squadra di Chinatown. Inizialmente è razzista nei confronti dei cinesi, ma cambia idea dopo aver conosciuto Ah Sahm. Era amico di Dylan Leary, poiché entrambi erano soldati dell'Unione durante la guerra civile americana. A causa del suo problema con il gioco d'azzardo, finisce nei guai con entrambe le bande cinesi e irlandesi.
- Dylan Leary (stagioni 1-3), interpretato da Dean Jagger, doppiato da Stefano Crescentini.
Veterano della guerra civile americana, amico di Bill O' Hara, ufficiale di polizia, e signore del crimine della mafia irlandese. Odia i cinesi, che incolpa per aver portato via i lavori destinati agli irlandesi, e utilizzerà qualsiasi mezzo per assicurarsi che i suoi obiettivi vengano raggiunti; diverrà l'acerrimo nemico di Ah Sahm. Il suo stile di combattimento si basa sullo stile della Bareknuckle boxing irlandese di strada, ed è l'unico irlandese ad aver affrontato pari Ah Sahm a mani nude.
- Penelope Blake (stagioni 1-2), interpretata da Joanna Vanderham, doppiata da Francesca Manicone.
Moglie del sindaco Samuel Blake. Lei e suo marito non vanno d'accordo, poiché ha sposato Samuel solo per ottenere l'accesso alla ricchezza della sua famiglia per aiutare suo padre, l'industriale Byron Mercer. In seguito si innamora di Ah Sahm dopo che lui le ha salvato la vita. Esce di scena dopo essere rinchiusa in una casa di cura per sole donne a causa di un tranello ordito da Buckley.
- Richard Henry Lee (stagioni 1-3), interpretato da Tom Weston-Jones, doppiato da Daniele Raffaeli.
Nuovo ufficiale di polizia da Savannah, Georgia.
- Wang Chao (stagioni 1-3), interpretato da Hoon Lee, doppiato da Francesco Bulckaen.
Commerciante di armi del mercato nero che lavora sia con Hop Wei che con Long Zii, insieme alla polizia di San Francisco. Grazie ai suoi collegamenti, è libero di viaggiare in tutto il territorio delle Tenaglie e funge anche da intermediario tra di loro. Muore in una stazione ferroviaria con diverse coltellate ad opera di Zing.
- Walter Franklin Buckley (stagioni 1-3), interpretato da Langley Kirkwood, doppiato da Franco Mannella.
Vicesindaco di San Francisco che lavora segretamente con Mai Ling per iniziare una guerra tra Hop Wei e Long Zii.
- Samuel Blake (stagioni 1-2), interpretato da Christian McKay, doppiato da Massimo De Ambrosis.
Sindaco di San Francisco e il marito di Penelope. Pur sostenendo le opinioni anti-cinesi per ottenere l'appoggio degli elettori irlandesi, visita segretamente il bordello di Ah Toy per essere servito con prostitute cinesi sia maschili che femminili. Muore con un colpo di attizatoio dietro la nuca per mano del servitore Jacob.
- Padre Jun (stagioni 1-3), interpretato da Perry Yung, doppiato da Paolo Marchese.
Leader del clan Hop Wei e padre di Young Jun. Muore su sua richiesta con una coltellata alla gola da parte di suo figlio, Young Jun.
- Li Yong (stagioni 1-3), interpretato da Joe Taslim, doppiato da Gabriele Lopez.
Esecutore del clan Long Zii e segretamente amante di Mai Ling. È anche il rivale di Ah Sahm.
- Zing (stagione 2, ricorrente stagione 1, guest stagione 3), interpretato da Dustin Nguyen, doppiato da Alberto Caneva (stagione 1) e da Oreste Baldini (stagione 2-in corso).
Nuovo leader del clan Fung Hai Tong ed alleato di Mai Ling.
- Sophie Mercer (stagione 2), interpretata da Céline Buckens, doppiata da Emanuela Ionica.
Sorella minore e imprudente di Penelope che cerca di attirare l'attenzione di Leary. Esce misteriosamente di scena alla fine della seconda stagione.
- Nellie Davenport (stagioni 2-3), interpretata da Miranda Raison, doppiata da Barbara De Bortoli.
Vedova benestante che possiede un grande vigneto a Sonoma e offre asilo ai migranti cinesi, in particolare prostitute.
- Hong (stagioni 2-3), interpretato da Chen Tang, doppiato da Alessio Puccio.
Giovane nuova recluta portata dalla Cina come rinforzo per Hop Wei. Combatte spesso con una catena che indossa come collana.
- Rosalita Vega (stagione 2), interpretata da Maria Elena Laas, doppiata da Benedetta Degli Innocenti.
Donna messicana che organizza tornei di combattimento illegali sulla Barbary Coast. Muore nella sua terra di origine sparata da Smits.
- Yan Mi (stagione 3), interpretata da Chelsea Muirhead, doppiata da Ludovica Bebi.
Figlia di un tipografo che cerca di saldare i debiti di suo padre alla Hop Wei con l'aiuto di Ah Sahm.
- Kong Pak (stagione 3), interpretato da Mark Dacascos, doppiato da Christian Iansante.
Ex leader del Jiang Yao Tong, che è assimilato nel Long Zii, e vecchio amico di Li Yong. Muore in duello di arti marziali contro quest'ultimo, facendogli però capire, a posteriori la sua dipartita, le ambizioni sfrentate di Mai Ling.
- Douglas Strickland (stagione 3), interpretato da Adam Rayner, doppiato da Mario Cordova.
Magnate delle ferrovie che riceve un contratto dal governo statunitense per costruire sulla terra di proprietà di Nellie. Muore trafitto dai colpi di spada di Ah Toy, che vendica così la sua apprendista Lai.

### Ricorrenti
- Lucy O'Hara (stagioni 1-3), interpretata da Emily Child, doppiata da Selvaggia Quattrini.
Moglie di Bill.
- Bryon Mercer (stagione 1), interpretato da Graham Hopkins, doppiato da Mario Cordova.
Padre di Sophie e Penelope. Muore di infarto durante un agguato degli irlandesi capeggiati da Leary nella sua acciaieria.
- Long Zii (stagione 1), interpretato da Henry Yuk, doppiato da Bruno Alessandro.
Anziano leader del clan di Long Zii, marito di Mai Ling. Muore su sua richiesta con una lama affilata in petto per mano della moglie, che erediterà in seguito la gestione della tong.
- Russell Flanagan (stagioni 1-2), interpretato da David Butler, doppiato da Ambrogio Colombo.
Capo della polizia di San Francisco. Viene sostituito dopo il suo decesso, di cui non se ne conoscono le ragioni, dal colonnello Benjamin Atwood prima e dal sergente Bill O'Hara poi.
- Bolo (stagione 1), interpretato da Rich Ting, doppiato da Marco Vivio.
Uno degli esecutori più forti del clan Hop Wei, al servizio di padre Jun. Muore accoltellato alla schiena da Mai Ling, mentre è impegnato in duello contro Ah Sahm.
- Jack Damon (stagione 1), interpretato da Brendan Sean Murray, doppiato da Alessandro Quarta.
Esattore irlandese che lavora per il Fung Hai. Muore dopo essere stato sconfitto in un combattimento in strada da Leary, e trafitto da un'accetta dal sergente Bill O'Hara poi.
- Jacob (stagioni 1-2), interpretato da Kenneth Fok.
Uomo al servizio di Penelope Blake. Arrestato e incriminato dell'omicidio del sindaco al fine di difendere la sua padrona Penelope, succube delle aggressioni del marito, visibilmente ubriaco, muore impiccato dagli irlandesi in rivolta verso le strade di Chinatown.
- Lai (stagioni 1-3), interpretata da Jenny Umbhau.
Contadina venduta ad Ah Toy che ha un'abilità speciale. Muore trafitta a colpi di spade dal magnate Douglas Strickland.
- Robert Crestwood (stagioni 1-2), interpretato da Patrick Baladi, doppiato da Dario Oppido.
Senatore anti-cinese che aspira a diventare presidente.
- Clyde Nichols (stagione 2), interpretato da Emmanuel Castis, doppiato da Simone Crisari.
Ex agente Pinkerton assunto da Mai Ling per ottenere informazioni da Buckley.
- Abigail (stagione 3, guest stagione 2), interpretata da Gaosi Raditholo, doppiata da Veronica Puccio.
Barista afroamericana cognata di Happy Jack, che seduce e droga Lee, e in seguito sua amante.
- "Happy Jack" (stagione 3, guest stagione 2), interpretato da Nat Ramabulana.
Capo afroamericano del traffico della droga nella Barbary Coast che entra in società con Young Jun e Ah Sahm. Muore attirato in una trappola dalla cognata Abigail che lo ferisce gravemente con una fucilata in petto. Wang Chao lo elimina definitivamente con un colpo di pistola alla testa.
- Benjamin Atwood (stagione 3), interpretato da Neels Clasen.
Spietato nuovo capo della polizia di New York ed ex colonnello della Union Army.
- Stewart Gumm (stagione 3), interpretato da Sean-Marco Vorster.
Responsabile della campagna connivente di Buckley e suo braccio destro.
- Eliza Pendleton (stagione 3), interpretata da Jazzara Jaslyn, doppiata da Eva Padoan.
Benestante socialite che fa amicizia con Mai Ling.
- Horace Clark (stagione 3), interpretato da Kevin Otto.
Cognato di Bill che possiede un cementificio di successo.
- Edmund Moseley (stagione 3), interpretato da Nick Cordileone.
Agente speciale degli United States Secret Service incaricato di scovare lastre di stampa rubate.
- Marcel (stagione 3), interpretato da Telly Leung.
Cantante in un nightclub che si innamora di Hong.
- Franklin Thayer (stagione 3), interpretato da Colin Moss.
Rivale politico di Buckley nella campagna per diventare sindaco di San Francisco.
- Catherine Archer (stagione 3), interpretata da Dominique Maher, doppiata da Antonella Baldini.
Sostenitrice politica che cerca di appoggiare la campagna di Buckley.
- Isaac (stagione 3), interpretato da Sizo Mahlangu.
Braccio destro di Happy Jack che prende il comando del clan della Barbary Coast dopo la sua morte. Muore in duello contro Ah Sahm trafitto dal suo stesso coltello, durante una retata della polizia dentro la fabrica di ghiaccio della Long Zii.

## Produzione
Il 7 giugno 2017, Cinemax ha ordinato la prima stagione, composta da dieci episodi. Nell'ottobre 2017, è stato annunciato il cast: Andrew Koji, Olivia Cheng, Jason Tobin, Dianne Doan, Kieran Bew, Dean Jagger, Joanna Vanderham, Tom Weston-Jones, Hoon Lee, Langley Kirkwood, Christian McKay e Perry Yung. Il 22 ottobre dello stesso anno, è iniziata la produzione della serie a Città del Capo, in Sudafrica, nella Cape Town Film Studios.
Il 24 aprile 2019, Cinemax ha rinnovato la serie per una seconda stagione. È stata l'ultima serie Cinemax prima della cessazione della programmazione originale.
Il 14 aprile 2021 la serie è stata rinnovata per una terza stagione, insieme all'annuncio del trasferimento su Max. La stagione è stata pubblicata dal 29 giugno al 17 agosto 2023. Il 18 dicembre 2023 la serie è stata cancellata dopo tre stagioni.

## Accoglienza

### Critica
La prima stagione ha ricevuto recensioni positive dalla critica. Rotten Tomatoes riporta il 79% delle recensioni professionali positive, con un voto medio di 7,60 su 10 basato su 24 critiche. Il consenso critico del sito web indica: «Sebbene spesso ceda sotto il peso delle sue nobili ambizioni e delle origini ideologiche, lo sprezzante atteggiamento di Warrior fornisce energia emozionante e azione che accontenteranno coloro che cercano una serie in costume con un po’ di divertimento.» Metacritic, invece, ha assegnato un punteggio di 68 su 100 basato su 9 recensioni, indicando "recensioni generalmente favorevoli".
Per la seconda stagione, Rotten Tomatoes riporta il 100% delle recensioni professionali positive, con un voto medio di 9 su 10 basato su 6 critiche.
La terza stagione ha ricevuto recensioni positive dalla critica. Rotten Tomatoes riporta il 100% delle recensioni professionali positive, con un voto medio di 8,50 su 10 basato su 9 critiche. Metacritic, invece, ha assegnato un punteggio di 82 su 100 basato su 6 recensioni, indicando "plauso universale".

## Riconoscimenti
- 2019 – Premio Emmy[17]
  - Candidatura al miglior design di una sigla a John Likens, Wesley Ebelhar e Arisu Kashiwagi
- 2020 – Young Entertainer Awards[18]
  - Candidatura alla miglior attrice ospite in una serie televisiva a Nicole Law
- 2021 –  Critics' Choice Super Awards[19]
  - Candidatura alla miglior serie d'azione
  - Candidatura al miglior attore in una serie d'azione a Andrew Koji
- 2021 – Visual Effects Society[20]
  - Candidatura ai miglior effetti visivi secondari in un episodio fotorealistico a Jonathan Alenskas, Leah Orsini, Nate Overstrom, David Eschrich per Impara a resistere, o prendi una guardia del corpo
- 2021 – Creative Arts Emmy Awards[21]
  - Candidatura alla miglior coordinazione per uno stuntman a Brett Chan